# ペニー・ダイ
ペニー・ダイ（戴佩妮、ダイ・ペイニー、1978年4月22日 - ）は、マレーシア華人出身の女性シンガーソングライター。台湾を拠点に中華圏でソロ及びバンドで活動する。客家系。

## プロフィール
- 身長 : 157cm
- 血液型 : B型
- 星座 : 牡牛座
- 楽器 : ギター、ドラム
- 言語 : 中国語
- 学歴 : ジョホールバル南方学院中国語学部卒業[1]

## 来歴
学生時代の1995年から始めた音楽創作は、多くのコンクールで賞を獲得し、その後は創作グループの指南役も務めている。作詞作曲はもとより、ミュージックビデオの監督やCDジャッケット撮影なども行い、それらは自身の作品だけでなく他のアーティストのものも手がけており、特にミュージックビデオでは、彼女が監督した2008年の方炯鑌の「風」MVと方大同の「黒白」MVの2本が、第20回台湾金曲奨で最優秀ミュージックビデオ賞（最佳音樂錄影帶獎）に同時にノミネートされたこともある。さらに、4歳から始めたバレエはアマチュアバレエの教育を行なうほどの実力があり、自身のミュージックビデオにも活かされている。
楽曲はデビューアルバムに収録の「第十五個耳洞」ただ1曲の作詞を除いて全て自身で作詞作曲しており、編曲も多く手がけている。その作風は様々なジャンルを取り入れ、極めて叙情的なものから前衛的なもの、あるいはコミカルなものまで多岐にわたる。
また、2011年にはソロ活動とは別にロックバンドBuddha Jump（佛跳牆）を結成し、バンド名義によるアルバムも全楽曲をペニーが書いている。
2013年には音楽製作を行う独立レーベル「妮楽佛」を起ち上げており、CDの発行元であるメジャーレーベルは「代理発行」の形になっている。
2014年、第25回台湾金曲奨において、アルバム『純屬意外』を対象に最優秀女性歌手賞（最佳國語女歌手獎）を受賞。
2015年、第26回台湾金曲奨において、Buddha Jumpが最優秀バンド賞（最佳樂團獎）と、楽曲『給你看』を対象に最優秀編曲家賞（最佳編曲人獎）を受賞。

## ディスコグラフィー

### アルバム
|    | タイトル                                      | 発行日        | 製作     | 発行             |
| -- | --------------------------------------------- | ------------- | -------- | ---------------- |
| 1  | Penny                                         | 2000年2月25日 | 喜歡音楽 | EMI台湾          |
| 2  | 怎樣                                          | 2001年1月18日 | 喜歡音楽 | EMI台湾          |
| 3  | Just sing it                                  | 2002年4月4日  | 喜歡音楽 | EMI台湾          |
| 4  | no penn, no gain                              | 2003年3月16日 | 喜歡音楽 | EMI台湾          |
| 5  | so penny 好...佩妮 （新曲入りベストアルバム） | 2004年4月29日 | 喜歡音楽 | EMI台湾          |
| 6  | 愛瘋了                                        | 2005年3月13日 | 喜歡音楽 | EMI台湾          |
| 6  | 愛瘋了 (白金典藏版 CD+DVD)                    | 2005年6月24日 | 喜歡音楽 | EMI台湾          |
| 7  | iPenny (CD+DVD)                               | 2006年9月25日 | 喜歡音楽 | EMI台湾          |
| 8  | 原諒我就是這樣的女生 (CD+DVD)                 | 2009年5月16日 | 喜歡音楽 | ユニバーサル台湾 |
| 9  | 回家路上                                      | 2011年11月1日 |          | 種子音楽         |
| 10 | 純屬意外                                      | 2013年5月21日 | 妮楽佛   | SONY MUSIC 台湾  |
| 11 | 賊                                            | 2016年8月13日 |          | 種子音楽         |

佛跳牆 Buddha Jump 名義のアルバム
| タイトル           | 発行日         | 発行     |
| ------------------ | -------------- | -------- |
| 佛跳牆 Buddha Jump | 2011年9月23日  | 種子音楽 |
| WHO U R (EP+DVD)   | 2012年2月25日  | 種子音楽 |
| 給你看             | 2014年12月30日 | 種子音楽 |

### シングル
全てネット配信のみのリリース。
|   | タイトル     | 発行日         | 備 考                                  |
| - | ------------ | -------------- | -------------------------------------- |
| 1 | 吹嗶嗶       | 2007年12月17日 | アルバム『原諒我就是這樣的女生』に収録 |
| 2 | 一念之間     | 2008年1月2日   | アルバム『原諒我就是這樣的女生』に収録 |
| 3 | Lafite       | 2008年1月18日  | アルバム『原諒我就是這樣的女生』に収録 |
| 4 | 我想也沒關係 | 2008年2月4日   | アルバム『原諒我就是這樣的女生』に収録 |
| 5 | 這就是我     | 2008年3月7日   | アルバム『原諒我就是這樣的女生』に収録 |
| 6 | 看見聽見     | 2008年4月25日  | アルバム『原諒我就是這樣的女生』に収録 |
| 7 | Be Somebody  | 2008年5月19日  |                                        |
| 8 | 兩難         | 2008年6月10日  | アルバム『原諒我就是這樣的女生』に収録 |

### ライブ・ディスク
| タイトル                    | 形式    | 発行日        | 製作     | 発行             | 備 考                                                            |
| --------------------------- | ------- | ------------- | -------- | ---------------- | ---------------------------------------------------------------- |
| Just Sing It 演唱會         | VCD     | 2004年3月12日 | 喜歡音楽 | EMI台湾          | PC専用のインタラクティブなビデオディスク ライブ映像とMV4曲を収録 |
| 戴佩妮PENNY玩瘋了演唱會Live | DVD     | 2005年8月12日 | 喜歡音楽 | EMI台湾          | 2005年5月14日台大体育館で収録                                    |
| 野薔薇 2009 Live Concert    | 2CD+DVD | 2010年9月16日 | 喜歡音楽 | ユニバーサル台湾 |                                                                  |